# ルキウス・ピナリウス・マメルキヌス・ルフス
ルキウス・ピナリウス・マメルキヌス・ルフス（ラテン語: Lucius Pinarius Mamercinus Rufus）は共和政ローマ初期の政治家・軍人。紀元前472年に執政官（コンスル）を務めた。

## 出自
ルフスはパトリキであるピナリウス氏族のピナリウス・マメルキヌス家の出身である。彼の名前はリウィウスもディオニュシオスもルキウス・ピナリウスとしか記しておらず、ディオドロスがマメルキヌスとコグノーメンを残してくれており、354年の年表に「ルトとウォルスコの年 (Ruto et Volsco)」とされているため、それらを合わせたものとなっている。

## 経歴
ルフスは紀元前472年に執政官に就任、同僚執政官はプブリウス・フリウス・メドゥッリヌス・フススであった。彼らの執政官在任中に護民官ウォレロ・プブリリウス（en）は、護民官を平民のみが出席するトリブス民会が選出するというプブリリウス法（en）を提唱した（従来はクリア民会が選出しており、パトリキはそのクリエンテスを利用して選挙を左右出来た）。この法案の審議は紛糾し、翌年に持ち越された。
また、この年にウェスタの処女である、オルビニアとスニアという女性が男性と関係を持ったという罪で双方とも死刑となったという碑文が発見されている。ウェスタの処女はその名前の通り処女神であるウェスタの聖なる生活を支えるために処女であることが求められており、処女を失うことは冒涜と考えられていた。紀元前483年にもオッピアという処女が恐らく同じ罪で処刑されたことをリウィウスは記している。
マルクス・テレンティウス・ウァロによると、ルフスとフススは暦の調整のためにピナリウス・フリウス法を制定したとする。ローマの暦は太陰暦に基づいていたため、2年に一度22日の閏月を入れて調整しており、その手順を決めたものと思われるが、詳細は不明である。

## 参考資料

### 古代の資料
- ハリカルナッソスのディオニュシオス『ローマ古代誌』
- ティトゥス・リウィウス『ローマ建国史』

### 研究書
- Broughton, Thomas Robert Shannon (1951), The Magistrates of the Roman Republic, Philological Monograph No. 15, New York: American Philological Association, ISBN 0-89130-811-3
- King, Richard Jackson (2006), Desiring Rome: Male Subjectivity and Reading Ovid's Fasti, Ohio State University Press, ISBN 0-8142-1020-1